# Bekken (geologie)
Een bekken (ook sedimentair bekken genoemd; Engels: basin) is in de geologie een gebied waar netto accumulatie van sediment door sedimentatie plaatsvindt of plaatsvond. Dit zijn meestal gebieden die topografisch lager liggen dan de omringende gebieden.
Bekkens staan tegenover gebieden waar netto denudatie (afvoer van materiaal) door erosie plaatsvindt; en gebieden waar netto accumulatie noch denudatie plaatsvindt ("non-depositie"). De ligging van bekkens wordt vooral bepaald door de tektoniek, maar ook sedimentaire processen spelen een rol.

## Vorm en sedimentatie
Bekkens kunnen zeer uiteenlopende vormen hebben, van min of meer gelijke verhoudingen tot langgerekte structuren. Ook de diepte van bekkens kan zeer verschillend zijn.
Bij bekkens die onder zeeniveau liggen noemt men de ruimte tussen de zeebodem en de zeespiegel de accommodatieruimte. De accommodatieruimte geeft aan hoeveel sediment nog kan worden opgeslagen. Als het zeeniveau verandert (door de eustasie, sedimentatie of tektoniek) zal de accommodatieruimte mee veranderen.
De snelheid van sedimentatie zal afhangen van de accommodatieruimte in het bekken, de topografie en de aanvoer van sediment uit het achterland.

## Soorten bekkens
Bekkens ontstaan door tektonische bewegingen in de aardkorst, die meestal afhangen van de platentektoniek. Bekkens middenin continenten kunnen echter ook kleine depressies zijn met een geringe diepte maar een groot oppervlak. Dit worden intrakratonische bekkens genoemd, een voorbeeld is de huidige Noordzee.
Een ander type bekken ontstaat wanneer twee delen van een continent uit elkaar bewegen bij een slenk of riftzone. Dit type bekken is meestal erg smal en lang en relatief diep. Als het uit elkaar bewegen stopt kan het bekken zich helemaal opvullen met sediment, dit noemt men een aulacogen.
Als het uit elkaar bewegen van de aardkorst verdergaat kan dit uiteindelijk oceanische korst vormen en zullen de twee zijden van de rift veranderen in passieve marges. De sedimentlaag bij een passieve marge heeft een wigvormige structuur; dichter bij de rand zal meer sediment liggen dan verder de oceaan in. Het gebied in de oceanen tussen een passieve marge en een mid-oceanische rug wordt een oceanisch bekken genoemd. In oceanische bekkens worden vooral diepzeesedimenten afgezet.
Ook bij convergente plaatgrenzen en zelfs in zones waar gebergtes vormen kunnen bekkens liggen. Subductiezones vormen diepe langgerekte depressies in de aardkorst. Door massatransport belandt sediment vanaf de rand van het continent in deze bekkens. De sedimentatie is hier snel en de sedimenten worden door de beweging van de overrijdende plaat gedeformeerd zodat er een grote accretiewig van sedimenten vormt. Voor de accretiewig ligt de trog, tussen de wig en het continent in het forearc basin ("voorboogbekken"). Vaak vindt er achter de subductiezone, in de overrijdende plaat, extensie plaats. Hierdoor ontstaan bekkens die back-arc basins ("achterboog bekkens") genoemd worden.
Bij gebergtes heet het bekken in het voorland het voorlandbekken (Engels: foreland basin). Tijdens gebergtevorming kunnen er tussen fold-and-thrust-belts (zones waarin de deformatie zich concentreert in de vorm van plooien en overschuivingen) ook intramontane bekkens liggen.

## Olieindustrie
Een sedimentair bekken is vaak een eerste indicatie om te zoeken naar voorkomens van olie of gas. Een aaneengesloten gebied met sediment kan, afhankelijk van het type sediment en de manier waarop het afgezet is, een goede set reservoirs opleveren.